# 口腔病理学

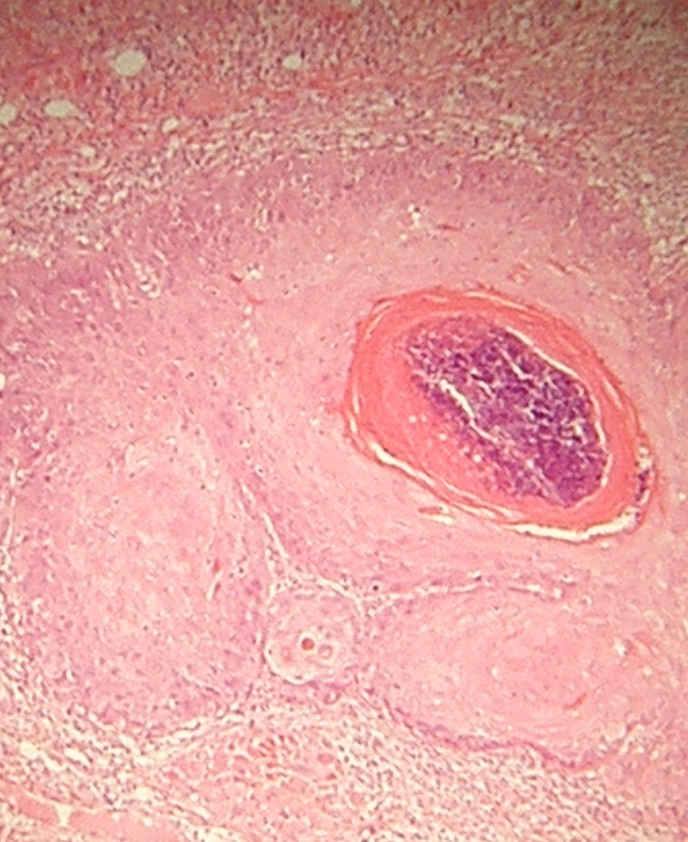
扁平上皮癌の組織像、癌真珠がみられる

口腔病理学（こうくうびょうりがく、英語：oral pathology）とは、顎口腔領域の病気の原因、発生機序の解明や病気の診断を確定するのを目的とする、歯学、病理学の一分野である。

## 概要
口腔病理学は、人体の中で「口腔」という特異な部位における病理を研究解明する学問であり、病院などでは主として口腔外科手術における術中病理診断や細胞診など、歯牙を含む口腔組織に関して診断を行う。
口腔病理学は、狭義には、歯牙とその歯周組織に関する歯科病理学、広義には、唾液腺や口腔軟組織、ひいては顎顔面から鎖骨上組織に至るまでの口腔病理学のことをいう。ただし、病理学としての位置づけは臨床病理学の各論的なものである。
口腔は、全身のあらゆる疾患の初発症状を示すことが多い。そのため、口腔病理学は、病理学総論の学問体系の中において必要不可欠な分野である。
日本においては、基礎歯学系として研究室が置かれていることが多いが、欧米では臨床歯学系として扱われている。

## 主な疾患
- エナメル上皮腫
- 角化嚢胞性歯原性腫瘍
- 歯牙腫
- 腺腫様歯原性腫瘍
- 悪性エナメル上皮腫
- 石灰化嚢胞性歯原性腫瘍
- 歯原性粘液腫
- 良性セメント芽細胞腫
- 粘液停滞嚢胞
- 白板症
- 紅板症
- 扁平苔癬
- 毛舌
- 溝状舌
- 正中菱形舌炎
- 地図状舌
- 地図状舌
- 口腔カンジダ症
- Warthin腫瘍
- 腺様嚢胞癌
- 多形腺腫
- 粘表皮癌
- 低悪性度型粘表皮癌
- 高悪性度粘表皮癌
- 扁平上皮癌
- 類皮嚢胞
- 類表皮嚢胞
- フッ素症